# Cheval lorrain
Vous lisez un « article de qualité » labellisé en 2012.
Ne doit pas être confondu avec Chevaux de Lorraine.
Le Cheval lorrain, surnommé le haretard, est une ancienne race chevaline de labeur originaire de la région Lorraine, en France. Ses origines remontent au XVe siècle, peut-être par croisements entre les races Comtois et Ardennais de l'époque, bien qu'il lui soit revendiqué, comme pour beaucoup d'autres races françaises, une lointaine origine arabe. Les nombreux conflits qui agitent son berceau d'élevage à l'époque de Louis XIV conduisent les paysans à garder et élever de petits chevaux laids et chétifs, qu'ils ne craignent pas de voir capturés ou réquisitionnés par des armées.
Destiné à la traction de chariots et aux menus travaux d'agriculture, le cheval lorrain est réputé dur à la tâche, malgré sa taille réduite. Il disparaît après la seconde moitié du XIXe siècle avec les nécessités de l'industrialisation, face à la concurrence de chevaux de trait plus puissants et en particulier de l'Ardennais, qui le remplace dans son berceau d'élevage.

## Terminologie et statut
Le membre du Conseil général des haras et de la Société nationale d’agriculture Eugène Gayot écrit à propos de cette race en 1859. Selon lui, le cheval lorrain est souvent de si piètre apparence que ceux qui l'emploient inventent un terme de mépris intraduisible pour le désigner : « haretard », nom désignant un être « avili et abject ». Bien que tous les documents parlant de ces chevaux (les plus anciens comme les études récentes) le désignent comme une « race », le lorrain n'a jamais été officiellement reconnu comme tel, pas plus qu'il n'a eu de stud-book.

## Histoire
L'histoire du cheval lorrain est semblable à celle de toutes les anciennes races chevalines paysannes, telles que le bidet breton, le Sorraia et le Konik (avec lequel il partagerait un lien de parenté selon le conservatoire des sites lorrains). Grâce à la présence de vastes prairies naturelles et artificielles, la Lorraine est historiquement une terre d'élevage équin. Les prairies du bord de la Moselle fournissent un foin d'excellente qualité. Jamais ces chevaux n'ont été exportés, ils y sont destinés aux besoins locaux.

« À l'Est, on rencontre le cheval lorrain, petit, laid, mais dur, infatigable et vivant de presque rien. »

— F. Villeroy, Histoire du cheval

### Origine
Les nombreux chevaux du duché de Lorraine sont connus par les registres des péages à la fin du Moyen Âge, dans lesquels sont signalés des animaux « courtaulx », des roncins et des chevaux de couple. Toutefois, il existe au moins deux types à la fin du XVe siècle, puisque les animaux de travail sont soigneusement distingués des montures de guerre et de luxe. L'origine de la race locale remonte probablement à la fin du XVe siècle et au début du XVIe siècle, quand l'élevage du cheval militaire est encouragé par les ducs de Lorraine. L'économie en profite, en particulier pour l'exportation du verre. Marchands de chevaux et maquignons se regroupent dans une corporation en 1490, qui est reconnue en 1593, et représente une force stratégique puissante.
Le cheval lorrain est de noble ascendance selon les chroniques locales. Les rois de Pologne et les ducs de Lorraine (Charles, René et Léopold) auraient introduit plusieurs colonies d'animaux turcs, tartares, hongrois et transylvains dans la région. Le roi Stanislas Ier serait le fondateur de la race, grâce à l'influence d'étalons polonais. Le cheval lorrain montrerait encore les traces du sang oriental « cent ans après lui ». Aucun document n'existe toutefois pour prouver ces qualités nouvelles imprimées à l'ancienne population chevaline de la province,,,,. Un membre de la société royale d'agriculture de la Seine, M. Masson, attribue en 1842 une origine « tartare » au cheval lorrain. L'hippologue Pierre Joigneaux parle de la « race des Deux-Ponts », élevée dans les prairies de Moselle, qui était l'ancien type équin du duché et aurait transmis ses qualités au cheval lorrain. Selon une étude universitaire beaucoup plus récente, les origines de la race sont plutôt à rechercher dans des croisements entre les chevaux Comtois et Ardennais, provenant des deux régions voisines du duché de Lorraine.

### Sous l'Ancien Régime
Par la suite, le cheval lorrain est « voué à la pauvreté et à l'incurie ». La tradition rapporte que les guerres de Louis XIV seraient à l'origine d'une dégénérescence de la race. Obligés de fournir des animaux à toutes les réquisitions, privés des subsistances nécessaires pour les chevaux qui leur restent, les cultivateurs évitent d'avoir des bêtes de grande taille et de valeur. Ils se contentent des petits chevaux rabougris que les réquisitions ne peuvent admettre, et qui ont le grand avantage de vivre de peu. Les fréquentes invasions et les guerres dans la région renforcent le phénomène, tout particulièrement en 1698.

« L'espèce des chevaux a été rabaissée exprès dans certaines provinces, par une cause qui accuse les malheurs de la guerre et les torts des gouvernements. Dans les temps de Louis XIV, la ci-devant Lorraine et tous les pays limitrophes furent continuellement vexés, soit pour les charrois militaires, soit par l'enlèvement forcé des chevaux des fermiers pour remonter les troupes; comme on avait fixé la taille des chevaux susceptibles d'être employés dans ce service, les habitants de la campagne préfèrent d'avoir des chevaux dégradés et d'une petite stature, afin qu'on ne fût pas tenté de les dépouiller. Ce préjugé devint si fort qu'on a fini par croire que les terres de ce pays ne pouvaient être exploitées par de plus grands chevaux. Il n'est pas très-rare d'y voir huit a dix haridelles attelées à une charrue »

— François de Neufchâteau, Une vieille race
.
En 1766, le dépôt d'étalons de Rosières est créé non loin de Nancy. Les étalons reproducteurs y sont plus ou moins voisins du cheval arabe. Après quelques générations, la race locale témoignerait de sa bonne influence : c'est du moins ce qu'écrit Iluzard (?) père :
« Quoique le haras actuel de Rosières, dirait-il, n'existe que depuis quelques années, on s'aperçoit déjà du bien qu'il a fait dans les départements voisins. On reconnaît la facilité qu'il y aura à relever cette race et à lui rendre ce qu'une parcimonie mal entendue lui a fait perdre, et ce que l'ignorance des croisements l'a empêchée de gagner. Les productions venant des étalons du haras sont de la plus belle espérance et ont beaucoup acquis, — quant aux formes et à la taille. »
En 1711, 124 695 chevaux sont recensés dans la province de Lorraine. Cette population connaît de nettes diminutions en raison des guerres, mais augmente de nouveau après 1789.

### Au XIXe

#### Jusqu'en 1850
Les pâturages abondants et la recherche de chevaux pour le commerce et l'agriculture favorisent l'élevage dans la région. Les Lorrains recherchent des chevaux de traction et ne pratiquent pas de croisements avec le Pur-sang pour fournir la cavalerie. La culture extensive des céréales est la principale activité des paysans de l'époque. L'alimentation du bétail étant pauvre, les chevaux restent chétifs. Ils sont prématurément mis au travail attelé, surchargés et surmenés. Tardivement et timidement, les éleveurs lorrains tentent d'obtenir des chevaux plus grands et corpulents. L'introduction de prairies artificielles en 1780, et leur adoption sur une certaine échelle vers 1810 ajoutent aux ressources alimentaires et haussent la taille de la race de 10 à 12 centimètres. La culture du trèfle a aussi une bonne influence : en 1815 et 1816, Mathieu de Dombasles témoigne de ces changements d'alimentation sur les chevaux. Toutefois, d'après les spécialistes de l'époque, les paysans ne nourrissent pas leurs chevaux comme il le faudrait, et ne leur fournissent pas d'écuries adaptées, ce qui laisse la race chétive.

#### Disparition de la race

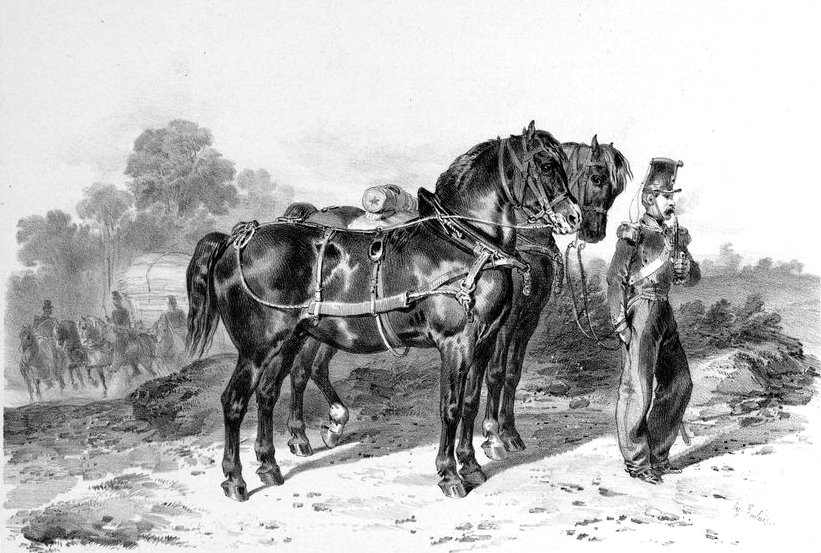
Cheval ardennais du XIX, qui a remplacé le cheval lorrain.

Les premières tentatives d'« amélioration » du cheval lorrain coïncident avec l'époque où le roulage se développe. Les messageries se multiplient dans toutes les régions françaises dont les voies de communication se perfectionnent rapidement. Les éleveurs dirigent leurs efforts vers la production du cheval de trait. Ils cherchent des étalons lourds, épais et communs, avec de la taille et des formes amples. La jument lorraine n'admet pas un accouplement aussi disparate. En dépit de croisements hétérogènes avec des chevaux venus des Ardennes, de Franche-Comté, des Flandres belges et du Perche, le cheval lorrain garde la même physionomie générale. C'est pourquoi la race Ardennais remplace peu à peu la race lorraine. Un attelage de quatre à huit chevaux lorrains était nécessaire pour labourer, alors que l'Ardennais se révèle plus puissant, tout en restant vif et docile. De plus, la mécanisation associée à l'industrialisation induit des machines de plus en plus lourdes à tracter pour les chevaux. L'abandon de la race locale est favorisé par l'organisation de concours, la création d'une société nationale du cheval de trait léger et l'octroi de subventions pour les meilleurs animaux de traction. Selon André Sanson, en 1867, la race est à peu près perdue et ne se rencontre plus que chez quelques vieux paysans isolés. Il invoque également la recherche du cheval de cavalerie métissé avec du Pur-sang comme une cause de disparition de la race lorraine. Ces animaux près de terre et trapus sont recherchés pour leur résistance, et figurent parmi les plus rentables selon les statistiques de mortalité des chevaux de cavalerie. Le cheval lorrain croisé avec du Pur-sang n'étant pas recherché pour les travaux de labour en raison de son manque de rusticité, ce croisement est une autre cause de disparition de la race.
En 1880, la région compte 200 000 chevaux de toutes races, mais ce chiffre ne fait que diminuer ensuite. En 1895, l'élevage du cheval lorrain est complètement abandonné. La race disparaît également des traités d'hippologie.

## Description
D'après Eugène Gayot, le cheval lorrain ressemble à un âne : c'est une race laide, chétive, rabougrie et de petite taille, qui à aucune époque de son histoire n'a été représentée puissante et belle. Il est placé parmi les chevaux de selle, bien que sa conformation se rapproche de celle du trait léger, puisqu'il est plus propre aux allures accélérées qu'au tirage de pesants fardeaux. Le comte Achille de Montendre le rapproche plutôt du bidet breton de l'époque. La seule évocation de sa robe est le gris fer, qui correspond à la robe souris de nos jours.
Ces animaux sont plus chétifs au centre de la Lorraine que dans les zones frontalières, où les échanges sont facilités,. L'influence du sol entre également en compte, les chevaux élevés sur des sols gras étant plus charpentés que ceux des plateaux et des bords de ruisseaux, qui d'après Jean-Henri Magne sont les seuls qui puissent être à proprement parler nommés « lorrains ».
De plus, leur taille a évolué avec le temps : au début du XIXe siècle, Achille de Montendre évoque de 1,10 m à 1,40 m. Pour Eugène Gayot, qui étudie la race en 1861, elle varie de 1,38 m à 1,50 m, même si la plupart d'entre eux sont de petite taille.

### Morphologie
La morphologie est dans l'ensemble très irrégulière, et dépourvue de toute élégance.

#### Tête
La tête est forte et carrée, dotée d'un profil camus et d'un chanfrein enfoncé, d'un petit œil et de paupières épaisses, de ganaches fortes, d'apophyses orbitaires et temporales saillantes. Selon Eugène Gayot, elle présente cachet et expression.

#### Corps
L'encolure est courte ou bien longue, grêle et souvent fausse, rattachée à un garrot bas et peu saillant. Le poitrail est ouvert, les épaules sont droites, les côtes sont amples et le ventre volumineux. Les lombes sont larges, le rein long, la croupe courte et souvent avalée. La ligne supérieure du corps présente généralement une direction assez régulière ; les formes sont très anguleuses, le dessous est grêle mais de bonne nature.

#### Membres et crins
Les cuisses sont « mal faites » mais les membres sont musclés, d'excellente qualité et généralement sains, de même que les pieds parfois évasés. Les avant-bras sont étroits. Les animaux possèdent plus ou moins de fanons en fonction de leur environnement. Les articulations sont courtes, effacées. Les jarrets sont presque toujours coudés et clos, soit près l'un de l'autre, caractéristique typique du cheval de montagne rustique.

### Tempérament et entretien
« Les petites bêtes lorraines ne le cédaient jadis à aucune pour leur courage inépuisable, leur résistance à la fatigue et surtout leur longévité. »

— André Sanson, Applications de la zootechnie
Rustique, il a longtemps pâturé dans les forêts pour trouver de quoi subsister lorsqu'il n'est pas mis au travail, du moins est-ce le cas en 1711. Au XIXe siècle, il se nourrit de chardons, exécute de « pénibles travaux » le jour et reçoit de maigres rations la nuit. Patient et travailleur, il a « plus de courage qu'il n'est gros », sa bonne volonté supplée à sa force. Ces chevaux ont beaucoup de nerf, ils sont sobres et durs à la fatigue, leur vigueur est remarquable. De plus, ils sont d'une grande longévité. Bien que mis au travail dès l'âge de deux ans, ils atteignent facilement celui de vingt à vingt-cinq ans. L'origine invoquée de ces qualités est l'influence du cheval arabe.

## Utilisations

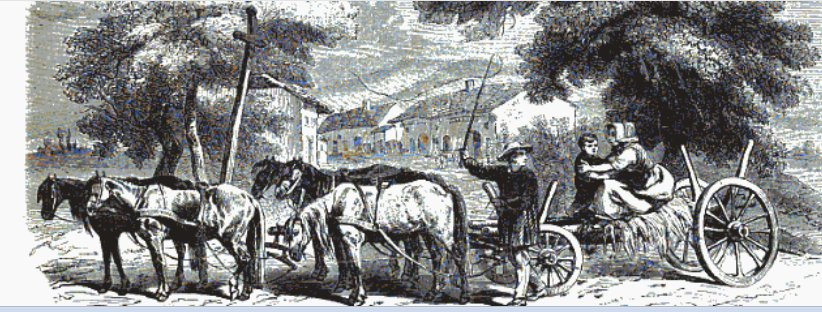
Attelage lorrain en 1859.

La traction hippomobile est beaucoup usitée en Lorraine pour les travaux agricoles. Ce cheval est surtout attelé, « jamais à moins de six à la charrue ». Les attelages comptent huit chevaux, quelquefois davantage, même dans le cas où le chargement ne dépasse pas 1 500 ou 2 000 kg. Le cultivateur revient le jour même du marché éloigné de six ou sept lieues. Le retour s'effectue au grand trot et souvent au galop. Le charretier lorrain conduit au trot un char de foin ou de gerbes. Les fermiers de ce pays ne montent pas à cheval, mais tous ont des chars à bancs légers qu'ils attellent d'une ou deux bêtes, avec lesquelles ils font de longues courses. Le cheval lorrain est également populaire pour tous types de transports attelés, en particulier dans le commerce.
La recherche de chevaux de cavalerie légère conduit à des croisements du cheval lorrain avec le Pur-sang, d'où naissent des métis Anglo-lorrains. Le dépôt de remontes de Sampigny s'approvisionne régulièrement en chevaux lorrains.

## Diffusion de l'élevage
Le berceau historique de la race est l'ancien duché de Lorraine, tout particulièrement dans les bassins de la Meuse et de la Moselle, où les pâturages sont riches. Au XIXe siècle, il est plus fréquent de trouver ces chevaux en Meurthe qu'en Moselle, où l'influence des croisements avec des Ardennais, Boulonnais, Belges et Percherons est plus importante. Les arrondissements de Sarreguemines, de Lunéville, des cantons de Faulquemont, de Boulay, de Bouzonville, et des zones calcaires du département de la Meuse et des environs de Metz, de Thionville, de Toul et de Nancy produisent ces chevaux.